# Nia Grant
Nia Grant (ur. 8 maja 1993 w Warren) – amerykańska siatkarka, grająca na pozycji środkowej. Od sezonu 2019/2020 występowała we włoskiej Serie A, w drużynie Lardini Filottrano.

## Sukcesy klubowe
Mistrzostwa uniwersyteckie NCAA:
- 2013, 2014

Superpuchar Niemiec:
- 2016

Puchar Niemiec:
- 2017[2]

Mistrzostwo Niemiec:
- 2017[3]